# Evelyn Guerrero
Evelyn Guerrero (Los Ángeles, 24 de febrero de 1949) es una actriz estadounidense de cine y televisión. Estuvo casada con el actor Pat Morita desde 1994 hasta la muerte de Morita en 2005. Guerrero apareció en varias producciones de televisión y cine entre 1969 y 1999. Retirados de la actuación, Guerrero y Morita se mudaron a la ciudad de Las Vegas en 1994.

## Filmografía

### Cine
| Año  | Título                               | Rol          | Notas |
| ---- | ------------------------------------ | ------------ | ----- |
| 1969 | Wild Wheels                          | Sissy        |       |
| 1978 | The Toolbox Murders                  | María        |       |
| 1979 | She Came to the Valley               | Connie       |       |
| 1980 | Cheech and Chong's Next Movie        | Donna        |       |
| 1981 | Nice Dreams                          | Donna        |       |
| 1982 | Things Are Tough All Over            | Donna        |       |
| 1991 | Alligator II: The Mutation           | Elena        |       |
| 1993 | Blood in, Blood Out                  | Luisa        |       |
| 1995 | ...And the Earth Did Not Swallow Him | Lupita       |       |
| 1999 | Inferno                              | Bertie Early |       |

### Televisión
| Año     | Título                         | Rol           | Notas                                                        |
| ------- | ------------------------------ | ------------- | ------------------------------------------------------------ |
| 1976    | Police Woman                   | Ziba          | "Tender Soldier"                                             |
| 1976    | The Quest                      | Delores       | "Shanklin"                                                   |
| 1980    | The Return of Frank Cannon     | Inez          | Película para TV                                             |
| 1984    | Whiz Kids                      | Dorita        | "Watch Out!"                                                 |
| 1985    | Hill Street Blues              | Sra. Pinzón   | "The Virgin and the Turkey"                                  |
| 1986    | The Colbys                     | Jane          | "A Family Affair"                                            |
| 1986    | Dallas                         | Rosie         | "Overture"                                                   |
| 1987    | Star Trek: The Next Generation |               | "Encounter at Farpoint"                                      |
| 1987    | I Married Dora                 | Marisol       | "My Parents Are Coming", "Club Montez"                       |
| 1987    | Simon & Simon                  | Anita Sanchez | "New Cop in Town"                                            |
| 1987    | The Facts of Life              | Sra. Martínez | "Adventures in Baileysitting"                                |
| 1988    | CBS Summer Playhouse           | Lupe Cordero  | "Fort Figueroa"                                              |
| 1988    | Hunter                         | Santana       | "Dead on Target: Part 1"                                     |
| 1989–90 | Dallas                         | Nancy         | "Sunset, Sunrise", "A Tale of Two Cities", "The Odessa File" |
| 1991    | Dynasty: The Reunion           | Maid          | "1.1"                                                        |